# XIX. Armeekorps
XIX. Armeekorps var en tysk armékår under andra världskriget som deltog i invasionen av Polen och invasionen av Frankrike. 

## Bakgrund
Armékåren bildades den 1 juli 1939 i Wien. Den leddes av Heinz Guderian och deltog i invasionen av Polen 1939 samt slaget om Frankrike 1940. Den 1 juni 1940 bytte kåren tillfälligt namn till Panzergruppe Guderian eftersom Heinz Guderian fick ett större ansvar då två armékårer underställdes honom. 
XIX. Armeekorps omorganiserades den 16 november 1940 till Panzergruppe 2.

## Polen 1939
Huvudartikel Polen under andra världskriget

### Organisation
Var en del av 4. Armee
- 20. Infanterie-Division (mot)
- 2. Infanterie-Division (mot)
- 3. Panzer-Division

## Västfronten 1940
Huvudartikel Fall Gelb

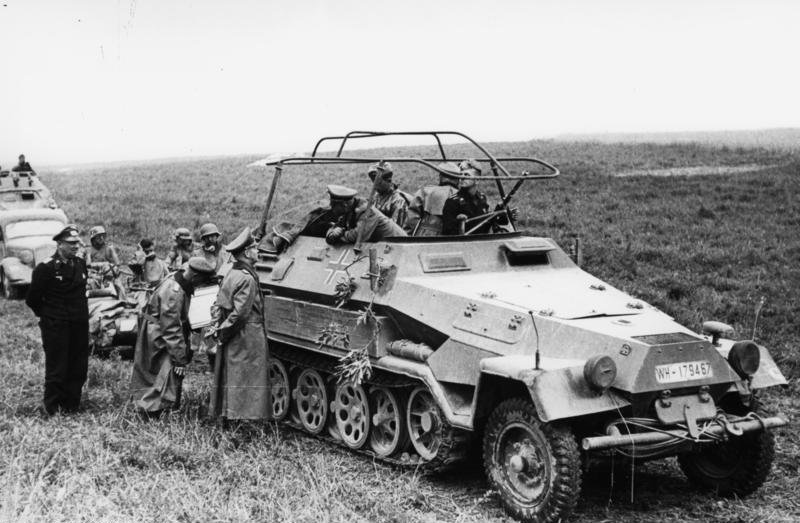
Heinz Guderian i sitt kommandofordon en SdKfz 251/3 samtalande med Adolf Kuntzen chefen för 8. Panzer-Division

Inför Fall Gelb överfördes kåren till 12. Armén. Kårens uppgift var att avancera igenom Luxemburg och södra delen av Belgien och säkra ett brohuvud över floden Meuse vid Sedan, för att bereda vägen för de efterföljande infanteridivisionerna. 05.30 på morgonen den 10 maj började kårens förband rycka fram mot Luxemburgs gräns. Den 12 maj korsar kåren floden Semois och erövrar Sedan under kvällen. Kårens tunga artilleriförband förstärker 1. Panzer-Division som skall leda övergången av Meuse vid Sedan. Vid 16.00 den 13 maj börjar Kåren korsa floden med hjälp av massiva insatser från Luftwaffe med störtbombare och bombplan. 1. Panzer-Division genomför övergången med få förluster medan 2. Panzer-Division och 10. Panzer-Division stöter på mer motstånd. Dagen efter utvidgar man brohuvudet, medan RAF förgäves försöker bomba broarna i Sedan, man förlorar 40 av 71 bombplan utan att förstöra broarna. Den 14 maj börjar XIV. Armeekorps avlösa kåren kring Sedan och man börjar åter uppta framryckningen. Den 16 maj erövras Bouvellemont efter häftiga strider av 1. Panzer-Division. Den 17 maj beordras kåren av von Kleist att göra halt, för att flankförbanden skall hinna ifatt men senare på dagen ger List tillstånd att utföra stridsspaning vilket av Heinz Guderian tolkas liberalt och framryckningen fortsätter. Samma dag genomför den franska 4. pansardivisionen ett motanfall vid Laon, fransmännen lyckas visserligen driva bort tyskarna från Montcornet med sina tunga stridsvagnar (Char B1). Men då de saknar understöd av infanteri och lider brist på bränsle slås anfallet tillbaka.
Den 20 maj når förband ur 2. Panzer-Division som första tyska trupper kanalkusten.

### Organisation
Var en del av 12. Armén.
- 1. Panzer-Division
- 2. Panzer-Division
- 10. Panzer-Division